# Conus eximius
Conus eximius е вид охлюв от семейство Conidae. Видът не е застрашен от изчезване.

## Разпространение и местообитание
Разпространен е в Бангладеш, Бруней, Виетнам, Източен Тимор, Индия (Андхра Прадеш, Западна Бенгалия, Керала, Ориса и Тамил Наду), Индонезия, Камбоджа, Китай (Гуандун, Гуанси, Фудзиен и Хънан), Макао, Малайзия, Мианмар, Палау, Папуа Нова Гвинея, Провинции в КНР, Сингапур, Тайван, Тайланд, Филипини, Хонконг и Шри Ланка.
Обитава пясъчните дъна на морета. Среща се на дълбочина от 27,5 до 27,8 m.